# عدي نصر
عدي نصر (بالإنجليزية: Adi Nusser)‏ هو بروفيسور وباحث في علم الفيزياء الفلكية، متخصص في علم الكون وَعلم الكون الفيزيائي. محاضر في قسم الفيزياء الفلكية في جامعة التخنيون في حيفا، وتشمل تخصصاته واهتماماته العلمية أصل ونشأة وتاريخ وتطور الكون وحركة المجرات والإشعاع الكوني وتشكل المجرات والطاقة المظلمة، ويعمل على تطوير وسائل لقياس المادة المظلمة والطاقة المظلمة من خلال دراسة النجوم الزائفة.
نشأ في قرية يافة الناصرة في الجليل، فلسطيني وينتمي لعرب 48 ويقيم في مدينة عكا. تعرف إلى علم الكون خلال دراسته في الجامعة العبرية في مجال الفيزياء الفلكية، وفي عام 1992 حصل على الدكتوراه في مجال بحث «ديناميات نظم الجاذبية» في الجامعة العبرية في القدس، ثم انتقل لدراسة ما بعد الدكتوراة في معهد علم الفيزياء الفلكية في جامعة بيركلي في كاليفورنيا، وفي معهد ماكس بلانك لعلم الفلك في المانيا، وفي جامعة كامبريدج (المملكة المتحدة)، ومن ثم انضم لقسم الفيزياء في معهد العلوم التطبيقية (التخنيون) في حيفا. حصل على جائزة غوتويرث وجائزة هاري جولدمان، وشغل منصب محاضر زائر في جامعة كامبريدج (المملكة المتحدة)، ومعهد الدراسات المتقدمة في جامعة برينستون، وفي المرصد الوطني الياباني وجامعة أكسفورد (المملكة المتحدة).

## انظر ايضاَ
- منشوراته العلمية